# Xã Papineau, Quận Iroquois, Illinois
Xã Papineau (tiếng Anh: Papineau Township) là một xã thuộc quận Iroquois, tiểu bang Illinois, Hoa Kỳ. Năm 2010, dân số của xã này là 499 người.